# 横山豊蘭
横山 豊蘭（よこやま ほうらん）は、日本の書道家、アーティスト。
書道・美術研究所所長、書道研究豊蘭会主幹。日展入選等、数々の書道展で受賞歴多数。読売書法会評議員、謙慎書道会理事、全国大学書道学会会員、毎日新聞主催「富士山学生書写書道展」審査員、清流の国ぎふ芸術祭ぎふ美術展企画委員。
国内外の美術館やギャラリーでの展覧会、書道パフォーマンスを開催。その他、漫画、音楽CDジャケット、焼酎ラベルほか、多くの題字作品を手がける。書道、アート、芸能、広告、デザイン、教育など、領域を超えて活動する書道家、アーティスト。２０１３年より名古屋芸術大学非常勤講師「書道アート」「アートプロジェクト１」担当。名古屋芸術大学 卒展ラジオ放送「ア”ーッ！ラジオ」チーフディレクター。名古屋芸術大学3領域合同企画展「ボーダーレス」展、プランニング・ディレクター（アートラボあいち、北名古屋）。岐阜県主催、清流の国ぎふ芸術祭アート体験プログラムでのワークショップの企画など、展覧会やイベント、ワークショップの企画者としても活動。
主な著書、「書道」の教科書 （初版2008年、実業之日本社）、「書道」の教科書（中国語版）「我的第一本书法教科书」（2018年、人民郵電出版社） 「書道」の教科書 （改訂版2020年、英語対訳付、実業之日本社）
祖父は書家の鈴木豊月。母親は書家の横山紅蘭。

## 来歴
静岡県出身。書家の3代目として生まれる。名古屋芸術大学絵画科洋画卒。杏林大学大学院国際協力研究科国際文化交流（博士課程前期）修了。1994年より書道パフォーマンスを開始。1997年、PARCO主催のアートコンペティション「アーバナート展＃6」でグランプリを受賞。2000年、北野武のテレビ番組『たけしの誰でもピカソ』（テレビ東京）にゲスト出演し、書道パフォーマンスを披露し話題となる。
1998年「臨書」展（アメリカ、ミシガン大学メディアユニオンギャラリー）。1999年「スプリングフェスティバル」（国連インターナショナルスクール、ニューヨーク）。個展「礼」展（パルコギャラリー、名古屋）「RAINBOW2000」出演。「GUNDAMー来たるべき未来のためにー」展（大阪、サントリーミュージアム天保山2005～2007年、全国主要都市巡回）。2007年アメリカ、ニューヨークSOHOで行われた「ドコモダケアート」展（NTT DoCoMo主催）他、多くのグループ展に参加。日中国際交流『形式と拓』展（中央美術学院美術館／中国.北京市）「アジアンアメリカンフェスティバル」（アメリカ）日本部門招待作家として大書揮毫など。ルネサンス・デザイン専門学校にて「アート書道科」創設に関わり講師に就任。２０１３年より名古屋芸術大学で「書道アート」を開講。現在、名古屋芸術大学非常勤講師「書道アート」「アートプロジェクト１」担当。池袋コミュニティ・カレッジ「こども書写」「アート書道」講師など。２０１３年より名古屋芸術大学アート&デザインセンターで年に１度開催している「書道アート展」を企画、２０２３年で１１回目となる。

## 展覧会等

### 主な個展等
- 1998年 - 「臨書」展 （ミシガン大学メディアユニオンギャラリー）ミシガン　アメリカ
- 1999年 - 「礼」展  （名古屋PARCOギャラリー） 名古屋
- 2001年 - 「辛巳 -sinshi- 展」（www.so-net / cafe）お台場　東京
- 2001年 - 「書」展（ギャラリー・トラックス）山梨
- 2002年 - 「道」展（www.so-net / Gallery）お台場　東京
- 2010年 - 「edition3」展 〜 あいちトリエンナーレ2010パートナーシップ事業 〜（エビスアートラボギャラリー）名古屋
- 2011年 - 「Re: Japan」 展（gallery graphite） ウィリアムズバーグ、アメリカ
- 2022年 - 「岐阜 後楽荘 横山豊蘭 展」 清流の国ぎふ芸術祭アート体験プログラム「アートラボぎふ」（後楽荘）岐阜

### グループ展
1998年
- 「CG書道」(映像作品)上映:東京ザフォーラム 協力（ぴあ、sony pcl、通産省）
- 「TAKEOコミュニケーションデザイン1998ペーパーショー出品（東京、名古屋、大阪、金沢）巡回

1999年
- 「もうすんだとすれば」グループ展 大阪
- 「テレタビーズ」展 渋谷 PARCO 東京　(以後、全国巡回)

2000年
- 「メモリアルアート」展    渋谷 PARCO　東京
- 「日本のアニメ・ベスト100」展示   渋谷 PARCO、東京
- 「CANON EXPO 2000 @TOKYO「ARTALK SHOW」 高輪プリンスホテル　東京

2001年
- 「インターネット博覧会」イトイ式マトリックス内コンテンツ出品 編集長 糸井重里

2003年
- 「たけしの誰でもピカソ大博覧会2003」展 ゲスト出品 8/26~9/7 青山スパイラルガーデン　東京 出品（北野 武、クリスチャン・ラッセン、千住 博、奈良美智、藤原有司男、村上 隆、横山豊蘭、他）
- 「カウ・パレード東京in丸の内」9/5~9/30「カウ・アート」丸の内、東京 出品（浅葉克己、岩井俊雄、宇野亜喜良、日比野克彦、ヒロ杉山、横山豊蘭、他）

2004年
- 「マーベルファンクラブ」展（PARCOミュージアム）渋谷 2003/12/13~2004/1/5  東京
- 「同時に答えろYESとNO」展「新なすび画廊 横山豊蘭展」出品　六本木ヒルズ、森美術館、 東京

2005年
- 「GUNDAM―来たるべき未来のために―」展（サントリーミュージアム天保山（2005）、東京 上野の森美術館（2005）、仙台メディアテーク（2006）、愛知かわら美術館　高浜特別展（2006）札幌芸術の森美術館（2006）、京都国際マンガミュージアム（2007）巡回。

2006年
- 日中国際交流『形式と拓』展　中央美術学院美術館、北京市、中国

2007年
- 「DOCOMODAKE Art Exhibition」主催ドコモダケアディクト委員会、NTT DoCoMo USA,Inc.ニューヨーク、アメリカ

2008年
- 「HOW TO COOK DOCOMODAKE ?」日本巡回展（NTTインターコミュニケーション・センター（ICC）東京オペラシティタワー、東京

2013年
- 『Butterfly Hug バタフライ ハグ 』展～あいちトリエンナーレパートナーシップ事業～　アートラボあいち、名古屋

2015年
- 「Behind the Brushstroke」 in LONDON Camberwell College of Arts Camberwell Space ロンドン、イギリス
- 「NOU Art Club」 ギャラリー ATAMATOTE 2-3-3渋谷、東京

2018年
- Art Exhibition 「AICAD 2018」 Langkawi  マレーシア国立美術館
- 「JAPAN EXPO in Paris」WABI SABI パビリオン 豊蘭会 出展 (パリ、フランス)

## 企画委員・審査員等
- 1998年 - 「TAKEOペーパーデザイングランプリ1998」審査員（主催、株式会社竹尾）
- 2004年 - 「アート・書道・論」企画・審査員  月刊「公募ガイド」特別企画(結果発表 2004、主催、株式会社公募ガイド社（Koubo Guide sha Co.,Ltd.）
- 2000年 - 『たけしの誰でもピカソ』「アートバトル」ゲスト審査員（テレビ東京）
- 2011年 - 「RADデザイングランプリ」書画部門審査員（主催、専門学校ルネサンス・デザインアカデミー）〜2012年
- 2014年 - 「書道アート展」（ 名古屋芸術大学Art＆Design CenterギャラリーBE＆be）名古屋／〜以降、毎年開催
- 2014年 - 岐阜県土岐市制60周年記念事業「あかりの夕べ」屋外巨大インスタレーション「あかりの階段」プランニング　土岐市、岐阜
- 2015年 - 「書道アート展2 ～ 大字仮名いろは歌 ～ 」（名古屋芸術大学Art＆Design Center  ギャラリーBE）同時開催「ラインズ」展（ギャラリーbe）
- 2016年 - 「書道アート展3 ～ Calligraphic abstraction＆Liens ～ 」（名古屋芸術大学Art＆Design Center  ギャラリーBE&be）
- 2017年 - 「書道アート展4〜 LE : TTRISM 〜」（名古屋芸術大学Art＆Design Center  ギャラリーBE&be）
- 2017年 - 名古屋芸術大学3領域合同企画展「ボーダーレス」展（プランニング・ディレクター）アートラボあいち、北名古屋
- 2018年〜 - 清流の国ぎふ芸術祭「ぎふ美術展」企画委員（岐阜県・岐阜県美術館、公益財団法人岐阜県教育文化財団）
- 2018年 - 「書道アート展5〜エクストリーム〜」（名古屋芸術大学Art＆Design CenterギャラリーBE）
- 2019年 - 「書道アート展6」（名古屋芸術大学Art＆Design Center  ギャラリーBE&be）
- 2020年 - 「書道アート展7〜Trans-disciplinary〜」（名古屋芸術大学Art＆Design Center  ギャラリーBE&be）
- 2020年 - 「書道アート展8 〜 文字絵字文 〜」（名古屋芸術大学Art＆Design Center  ギャラリーBE&be）
- 2021年 - 「書道アート展9〜Traveling 道・旅・人生〜」（名古屋芸術大学Art＆Design Center  ギャラリーBE&be）
- 2022年 - 「書道アート展10〜東奔西走〜」（名古屋芸術大学Art＆Design Center西キャンパスArt＆Design Center West、東キャンパスArt＆Design Center East 巡回）

## 講師、ワークショップ等
- 2010年 - ナゴヤコドモアートビレッジ「おもしろい書道」
- 2011年 - 「ASIAN-AMERICAN FESTIVAL 2011」ワークショップ「移動・書道・寺子屋」　アメリカ
- 2011年 - “Re: Japan” 展　ワークショップ gallery graphite ウィリアムズバーグ アメリカ
- 2016年 - アートイベント「 Ingenium 」ワークショップ　リトアニア
- 2018年 - 清流の国ぎふ芸術祭「書画会」アート体験プログラム（ぎふ清流文化プラザ、長良川ホール）岐阜
- 2020年 - 清流の国ぎふ芸術祭「書と現代アート」アート体験プログラム、事前オンライン講義（ぎふ清流文化プラザ、長良川ホール）岐阜
- 2020年 - 清流の国ぎふ芸術祭「書と現代アート」アート体験プログラム、ワークショップ（ぎふ清流文化プラザ、長良川ホール）岐阜
- 2022年 - 清流の国ぎふ芸術祭アート体験プログラム「アートラボぎふ」ワークショップ
- 2022年 - 方丈記を書く「書を纏い、街を出よう」～道と旅とレトリスムと～（後楽荘）岐阜

## 書道パフォーマンス
1994年
- 「書道パフォーマンス」 東京大学　東京
- 「noizu」書道パフォーマンス（ダイアモンドホール）名古屋

1995年
- 「鎖」書道パフォーマンス（ダイアモンドホール）名古屋
- 「鏡玉」書道パフォーマンス（club buddha）名古屋
- 「柴」書道パフォーマンス（club buddha）名古屋
- 「ジャパネスク」企画 書道パフォーマンス（club mago）名古屋

1997年
- 「アーバナート」アートトークショウ出演（榎本了壱、粟津 潔）東京
- 書道パフォーマンス（渋谷パルコ） 名古屋、広島、大津、千葉、調布 巡回

1998年
- テレビ番組『真夜中の王国』出演（NHK BS2）
- 名古屋パルコ新年ディスプレイ「賀正」「寿」出品  名古屋
- 映画『死臭のマリア』主演、及びタイトル題字(上映、東京、大阪）
- 「レインボー2000」出演 書道パフォーマンス 白山瀬女高原スキー場 石川
- 「国際村」名古屋外国語大学学園祭 書道パフォーマンス&書道講義　名古屋
- 「臨書」オープニングパフォーマンス ミシガン大学メディアユニオンギャラリー、アメリカ、ミシガン州
- 「子供」書道パフォーマンス アメリカ日本語学校　アメリカ、ニューヨーク
- 「追龍」豊蘭会ライブ （ヒットボックス）福島

1999年
- パルコディスプレイ 渋谷、調布、大津、千葉、他
- 「禮」書道パフォーマンス クラブクアトロ  名古屋
- 「横山豊蘭書道パフォーマンス」渋谷Qーフロント、東京
- 「スプリングフェスティバル」(国連インターナショナルスクール)アメリカ、ニューヨーク

2000年
- 『たけしの誰でもピカソ』ゲスト出演、書道パフォーマンス（テレビ東京）
- QzーEAE上映 渋谷Qーフロント、書道パフォーマンス　巨大モニターライブ上映 1/1~1/7  東京
- 「コケコッコー!」新年 書道パフォーマンス 名古屋テレビ　名古屋
- 「メモリアルアート」展  出展&書道パフォーマンス 渋谷パルコ　東京
- 「ジャパンナイト」クラブみるく、東京
- 「刹那」書道パフォーマンス ブルーナイル 大阪
- 「ブランコ」店内ディスプレイ「ブランコ」名古屋
- 「夏キャラ祭」書道パフォーマンス  角川文庫ステージ 幕張メッセ、東京
- 「日本のアニメ・ベスト100」ガンダム掛け軸 展示  渋谷パルコ　東京
- 『たけしの誰でもピカソ』トランペット奏者、近藤俊則とのコラボレーション （テレビ東京）
- 「横山豊蘭書道ライブ」 熊本パルコ、熊本
- CANON EXPO 2000 @TOKYO「ARTALK SHOW」出演   高輪プリンスホテル　東京

2001年
- 「21世紀への提言 ディスプレー 札幌パルコ  北海道
- 「蛇」横山豊蘭書道ライブ     お台場 メディアージュ、東京
- 「5J」オープニングパフォーマンス「5J」静岡

2002年
- 「移動書道寺子屋」ワークショップ カフェ書道 お台場「www.so-net/Gallery」東京

2003年
- 「コミュニケーショントークライブ2003」-21世紀のコロンブスたち- （主催 NTTドコモ東海）出演　（石井竜也&横山豊蘭） 11/13 ナディアパーク青少年文化センター「アートピアホール」名古屋
- 「驚鳴」書道パフォーマンス 名古屋芸術大学学園祭ゲスト出演　名古屋芸術大学西キャンパス、名古屋

2005年
- 「この人」(SBS静岡第一テレビ)
- 「GUNDAM ー来たるべき未来のためにー」展(フジテレビ)

2006年
- 『たけしの誰でもピカソ』」出演　タレントのアンガールズに書道指導（テレビ東京）
- 音楽ラジオ番組『Any Music, But Good』選曲（提供 EDWIN） SHIBUYA FM(78.4 MHz)

2007年
- 「DOCOMODAKE Art Exhibition」オープニング書道パフォーマンス　ニューヨーク、アメリカ

2010年
- 京都造形芸術大学、東北芸術工科大学外苑キャンパス　オープニングセレモニー書道パフォーマンス　神宮外苑、東京
- 外苑キャンパスオープニングイベント、公開講座、東京芸術学舎オープンカレッジ「七夕アート祭」書道パフォーマンス

2011年
- 「ASIAN-AMERICAN FESTIVAL 2011」書道パフォーマンス　ニューヨーク、アメリカ
- “Re: Japan” 展　オープニング書道パフォーマンス （gallery graphite、ウィリアムズバーグ、アメリカ）

2014年
- 名古屋芸術大学入学式 書道パフォーマンス　名古屋

2015年
- 「Behind the Brushstroke」オープニングイベントパフォーマンス（Camberwell College of Arts 、ロンドン、イギリス）

- 2016年 - アートイベント「 Ingenium 」書道パフォーマンス、コラボレーション（アリータス、リトアニア）
- 2018年 - 清流の国ぎふ芸術祭、横山豊蘭書道パフォーマンス「書の身体」（岐阜県美術館）
- 2018年 - 「JAPAN EXPO in パリ」書道パフォーマンス (パリ、フランス)
- 2019年 - 「ぱしふぃっくビーナス」御前崎港寄港イベント 書道パフォーマンス (御前崎、静岡)

## 主な作品収蔵
2010年
- 「藝術立国」所蔵　京都芸術大学（京都造形芸術大学）京都
- 「書道の缶詰」所蔵　名古屋芸術大学　名古屋
- 2015年
- 「至誠奉仕」（2作品）所蔵：名古屋自由学院、名古屋芸大グループ　名古屋

2016年
- 「研究創造」株式会社豊田自動織機 中国昆山支社　TD Automotive Compressor Kunshan co,ltd（TACK） 豊田工業電装空調圧縮機（昆山）有限公司　中国
- 「研究創造」豊田自動織機 インドネシア支社　P.T. TD Automotive Compressor Indonesia（TACI）インドネシア
- 「不二才」（有限会社佐多宗二商店）
- 「こん焼酎は圏外人呑むべからず」（有限会社佐多宗二商店）

2017年
- 「晴耕雨読 - 光龍 -」（有限会社佐多宗二商店）

2018年
- 「春夏秋冬」（有限会社 佐多宗二商店）
- 「晴耕雨読 - 高龍 -」（有限会社佐多宗二商店）

2019年
- 「晴耕雨読 - 闇龍 -」（有限会社佐多宗二商店）

## 主な広告題字等
1998年
- 広告 PARCO「三日坊主」題字　新年1日号　毎日新聞広告

1999年
- パルコディスプレイ「迎春」渋谷PARCO、調布PARCO、大津PARCO、千葉PARCO、他

2000年
- 月刊ニュータイプ「フォー・ザ・バレル／FOR THE BARREL」タイトルロゴデザイン（角川書店）2000年8月号〜2002年6月号

2003年
- CDジャケット「WORLDILLIA」題字　ポルノグラフィティ（SME Records）
- 大塚製薬オロナミンCキャンペーン「元気ハツラツゥ？」参加　作品提供
- 新日本石油「ENEOS」2003ポスター「Your Choice Of Energy」題字

2004年
- 石井竜也ライブツアー“羽音”パンフレット「羽音」題字
- 漫画『国が燃える』題字　本宮ひろ志（「週刊ヤングジャンプ」集英社）

2005年
- 書籍『ヤンボコ』ーヤンキー先生母校へ帰るー　題字（文藝春秋）

2006年
- 「あいおい損保 」TVCM制作参加（出演：山口智光）
- 「ANY MUSIC, BUT GOOD」「富士山」題字・選曲掲載「dictionary108」（株式会社クラブキング)

2007年
- 番組タイトル『みのもんたの美しい国“ニッポン”を救え！』題字（テレビ東京）
- 番組タイトル『みのもんたのニッポンの品格』題字（テレビ東京）
- 広告「EDWIN」「ディクショナリー（No117）」／CDジャケット（アートディレクション／アートワーク）
- 芋焼酎「刀」ラベル（有限会社 佐多宗二商店）
- 梅酒「刀スピリッツ」ラベル（有限会社 佐多宗二商店）

2008年
- 書道ドラマ『LOVE17』作品提供（名古屋テレビ制作）
- 書籍『電撃結婚のススメ』題字　著者：杉浦里多（マガジンハウス）

2010年
- POLA COFFRET 2010.01 書作品　ポーラ「COFFRET」新年1月号表紙の書（モデル、小林麻央）
- 『SmaSTATION』スマステーション番組ロゴ（書）（テレビ朝日）

2012年
- 雑誌『GINZA』表紙書作品提供（マガジンハウス）

2013年
- 漫画『天威無法 ー武蔵坊弁慶ー』題字　月刊ヒーローズ（小学館）

2015年
- 豊田自動織機社内報「CURRENT」表紙題字書（連載）

2016年
- 芋焼酎「不二才」ラベル題字（有限会社佐多宗二商店）
- 芋焼酎「こん焼酎は圏外人呑むべからず」ラベル題字（有限会社佐多宗二商店）

2017年
- 名古屋芸術大学3領域合同企画展「ボーダーレス」展、チラシ、ポスター題字（アートラボ愛知）
- 芋焼酎「晴耕雨読 - 光龍 -」ラベル題字（有限会社佐多宗二商店）

2018年
- スピリッツ（ジン）「春」ラベル（有限会社 佐多宗二商店）
- スピリッツ（ジン）「夏」ラベル（有限会社 佐多宗二商店）
- 焼酎「晴耕雨読 - 高龍 -」ラベル（有限会社佐多宗二商店）

2019年
- 名古屋芸術大学「ア”ーッ！ラジオ」2019〜Hey! Say! 〜　チラシ、ポスター（題字、アートディレクション）
- スピリッツ（ジン）「秋」ラベル（有限会社佐多宗二商店）
- 焼酎「晴耕雨読 - 闇龍 -」ラベル（有限会社佐多宗二商店）

2020年
- 名古屋芸術大学「ア”ーッ！ラジオ」2020　チラシ、ポスター（題字、アートディレクション）

2021年
- 名古屋芸術大学「ア”ーッ！ラジオ」2021　チラシ、ポスター（題字、アートディレクション）

2022年
- 名古屋芸術大学「ア”ーッ！ラジオ」2022　チラシ、ポスター（題字、アートディレクション）
- お茶の菊川城「干支年賀茶」（題字、パッケージデザイン、Tパックデザイン）